# Campeonato Neerlandés de Fútbol 1915-16
El Campeonato Neerlandés de Fútbol 1915/16 fue la 28.ª edición del campeonato de fútbol de los Países Bajos. Participaron 26 equipos divididos en tres divisiones. El campeón nacional fue determinado por un grupo final formado con los ganadores de las divisiones de fútbol del este, sur y oeste. Willem II ganó el campeonato de este año superando a Go Ahead y Sparta Rotterdam.

## Nuevos participantes
Eerste Klasse Sur: (volviendo después de una temporada de suspensión debido a la Primera Guerra Mundial)
- MSV Maastricht
- NAC
- RVV Roermond

## Divisiones

### Eerste Klasse Este
| Pos | Equipo             | PJ | PG | PE | PP | GF | GC | Pts | DG  | Notas                                     |
| --- | ------------------ | -- | -- | -- | -- | -- | -- | --- | --- | ----------------------------------------- |
| 1   | Go Ahead           | 14 | 9  | 3  | 2  | 32 | 17 | 21  | +15 | Clasificado al grupo final por el título. |
| 2   | Quick Nijmegen     | 14 | 9  | 2  | 3  | 20 | 9  | 20  | +11 |                                           |
| 3   | Koninklijke UD     | 14 | 6  | 3  | 5  | 27 | 23 | 15  | +4  |                                           |
| 4   | HVV Tubantia       | 14 | 6  | 2  | 6  | 28 | 31 | 14  | -3  |                                           |
| 5   | Robur et Velocitas | 14 | 6  | 1  | 7  | 37 | 36 | 13  | +1  |                                           |
| 6   | Vitesse            | 14 | 5  | 1  | 8  | 31 | 35 | 11  | -4  |                                           |
| 7   | Be Quick Zutphen   | 14 | 4  | 2  | 8  | 29 | 37 | 10  | -8  |                                           |
| 8   | GVC Wageningen     | 14 | 4  | 0  | 10 | 17 | 33 | 8   | -16 |                                           |

PJ = Partidos jugados; PG = Partidos ganados; PE = Partidos empatados; PP = Partidos perdidos; GF = Goles a favor; GC = Goles en contra; Pts = Puntos; DG = Diferencia de goles

### Eerste Klasse Sur
La Eerste Klasse Sur vuelve después de una temporada de suspensión debido a la Primera Guerra Mundial.
| Pos | Equipo          | PJ | PG | PE | PP | GF | GC | Pts | DG  | Notas                                     |
| --- | --------------- | -- | -- | -- | -- | -- | -- | --- | --- | ----------------------------------------- |
| 1   | Willem II       | 14 | 12 | 2  | 0  | 65 | 15 | 26  | +50 | Clasificado al grupo final por el título. |
| 2   | NAC             | 14 | 7  | 3  | 4  | 35 | 20 | 17  | +15 |                                           |
| 3   | CVV Velocitas   | 14 | 7  | 2  | 5  | 36 | 29 | 16  | +7  |                                           |
| 4   | MSV Maastricht  | 14 | 6  | 4  | 4  | 26 | 29 | 16  | -3  |                                           |
| 5   | MVV Maastricht  | 14 | 7  | 1  | 6  | 22 | 21 | 15  | +1  |                                           |
| 6   | RKVV Wilhelmina | 14 | 3  | 4  | 7  | 20 | 33 | 10  | -13 |                                           |
| 7   | RVV Roermond    | 14 | 2  | 5  | 7  | 22 | 44 | 9   | -22 | No participa en la próxima temporada.     |
| 8   | VVV Venlo       | 14 | 1  | 1  | 12 | 12 | 47 | 3   | -35 |                                           |

PJ = Partidos jugados; PG = Partidos ganados; PE = Partidos empatados; PP = Partidos perdidos; GF = Goles a favor; GC = Goles en contra; Pts = Puntos; DG = Diferencia de goles

### Eerste Klasse Oeste
| Pos | Equipo           | PJ | PG | PE | PP | GF | GC | Pts | DG  | Notas                                     |
| --- | ---------------- | -- | -- | -- | -- | -- | -- | --- | --- | ----------------------------------------- |
| 1   | Sparta Rotterdam | 18 | 11 | 3  | 4  | 55 | 28 | 25  | +27 | Clasificado al grupo final por el título. |
| 2   | DFC              | 18 | 11 | 2  | 5  | 45 | 34 | 24  | +11 |                                           |
| 3   | HBS Craeyenhout  | 18 | 8  | 4  | 6  | 37 | 37 | 20  | 0   |                                           |
| 4   | HC & CV Quick    | 18 | 8  | 3  | 7  | 37 | 28 | 19  | +9  |                                           |
| 5   | VOC              | 18 | 7  | 5  | 6  | 26 | 30 | 19  | -4  |                                           |
| 6   | Koninklijke HFC  | 18 | 6  | 5  | 7  | 35 | 38 | 17  | -3  |                                           |
| 7   | UVV Utrecht      | 18 | 6  | 4  | 8  | 35 | 43 | 16  | -8  |                                           |
| 8   | USV Hercules     | 18 | 6  | 3  | 9  | 25 | 38 | 15  | -13 |                                           |
| 9   | HVV Den Haag     | 18 | 6  | 2  | 10 | 32 | 41 | 14  | -9  |                                           |
| 10  | HFC Haarlem      | 18 | 3  | 5  | 10 | 27 | 37 | 11  | -10 |                                           |

PJ = Partidos jugados; PG = Partidos ganados; PE = Partidos empatados; PP = Partidos perdidos; GF = Goles a favor; GC = Goles en contra; Pts = Puntos; DG = Diferencia de goles

### Grupo final por el título
| Pos | Equipo           | PJ | PG | PE | PP | GF | GC | Pts | DG |
| --- | ---------------- | -- | -- | -- | -- | -- | -- | --- | -- |
| 1   | Willem II        | 4  | 2  | 1  | 1  | 6  | 6  | 5   | 0  |
| 2   | Go Ahead         | 4  | 1  | 2  | 1  | 6  | 4  | 4   | +2 |
| 3   | Sparta Rotterdam | 4  | 1  | 1  | 2  | 7  | 9  | 3   | -2 |

PJ = Partidos jugados; PG = Partidos ganados; PE = Partidos empatados; PP = Partidos perdidos; GF = Goles a favor; GC = Goles en contra; Pts = Puntos; DG = Diferencia de goles
|                               |
| Campeón Willem II 1.er título |